# ググアン島
座標: 北緯17度18分39秒 東経145度50分30秒 / 北緯17.31083度 東経145.84167度
ググアン島(ググアンとう、Guguan island)は太平洋西部にある島。マリアナ諸島中部にあり、アラマガン島の南、サリガン島の北に位置する。

## 概要
行政面ではアメリカ合衆国のコモンウェルスである北マリアナ諸島に属する。
面積は3.9km2、最高所の標高は約287m。活火山を持つ火山島である。二つの火山があり、南側の火山は侵食が進んでいる。北側の火山は中央火口丘を持つカルデラであり、1883年に噴火している。
無人島であり、1980年代に自然保護区に指定された。